# 爱德华·巴尔齐克
爱德华·巴尔齐克（波蘭語：Edward Barcik，1950年5月31日—），波兰男子自行车运动员。他曾代表波兰参加1972年夏季奥林匹克运动会自行车比赛，获得公路自行车男子团体计时赛银牌。